# Eduard Șevardnadze
Eduard Șevardnadze (în georgiană ედუარდ შევარდნაძე [ɛduɑrd ʃɛvɑrdnɑdzɛ], în rusă Эдуа́рд Амвро́сиевич Шевардна́дзе, Eduard Amvrosievici Șevarnadze; n. 25 ianuarie 1928 — 7 iulie 2014) a fost un politician și diplomat georgian.
Șevardnadze a servit ca Prim Secretar al Partidului Comunist Georgian (fiind de facto, liderul Georgiei Sovietice) între 1972 și 1985, și apoi, ministru de externe al Uniunii Sovietice între 1985 și 1991, în perioada când la conducerea acesteia se afla Mihail Gorbaciov. Din această funcție a contribuit la încheierea războiului rece.
După destrămarea Uniunii Sovietice, între anii 1992 și 2003 Șevardnadze a ocupat funcția de președinte al Georgiei, conducând țara în mod autoritar, și venind la putere prin înlăturarea forțată a președintelui democratic ales, Zviad Gamsakhurdia. În perioada președinției sale Georgia a pierdut controlul asupra regiunilor Abhazia, Osetia de Sud și a slăbit autoritatea puterii centrale în Adjaria. De asemenea, președinția sa a fost marcată și de o apropiere a Georgiei de Uniunea Europeană, SUA și NATO.
Șevardnadze a fost forțat să se retragă în 2003, ca urmare a sângeroasei Revoluții a Trandafirilor.

## Biografie

### Date familiale și copilăria
Eduard Șevardnaze s-a născut în anul 1928 în Georgia, în satul Mamati, raionul Lancihuti din regiunea Guria, pe atunci în Republica Sovietică Federală Socialistă Transcaucaziană. Familia sa număra cinci copii:o fată și patru băieți. Unul dinte frați, Akaki, a murit în luptele de la Brest cu armata germană în cel de-Al Doilea Război Mondial. Tatăl, Amvrozie, de meserie profesor, fost menșevic care aderase apoi la bolșevici, a fost arestat în anul 1937 în cadrul „epurărilor” din cursul Marii Terori staliniste și a fost eliberat curând la intervenția unui ofițer de securitate care i-a fost elev. Mama avea mari rezerve față de partidul comunist și s-a împotrivit angajamentului politic al soțului și al fiului Eduard.
Spre deosebire de tată, un verișor al lui Eduard Șevardnadze, pictorul Dmitri Shevardnadze, care a căzut în anul 1937 victimă terorii staliniste.

### Tinerețea

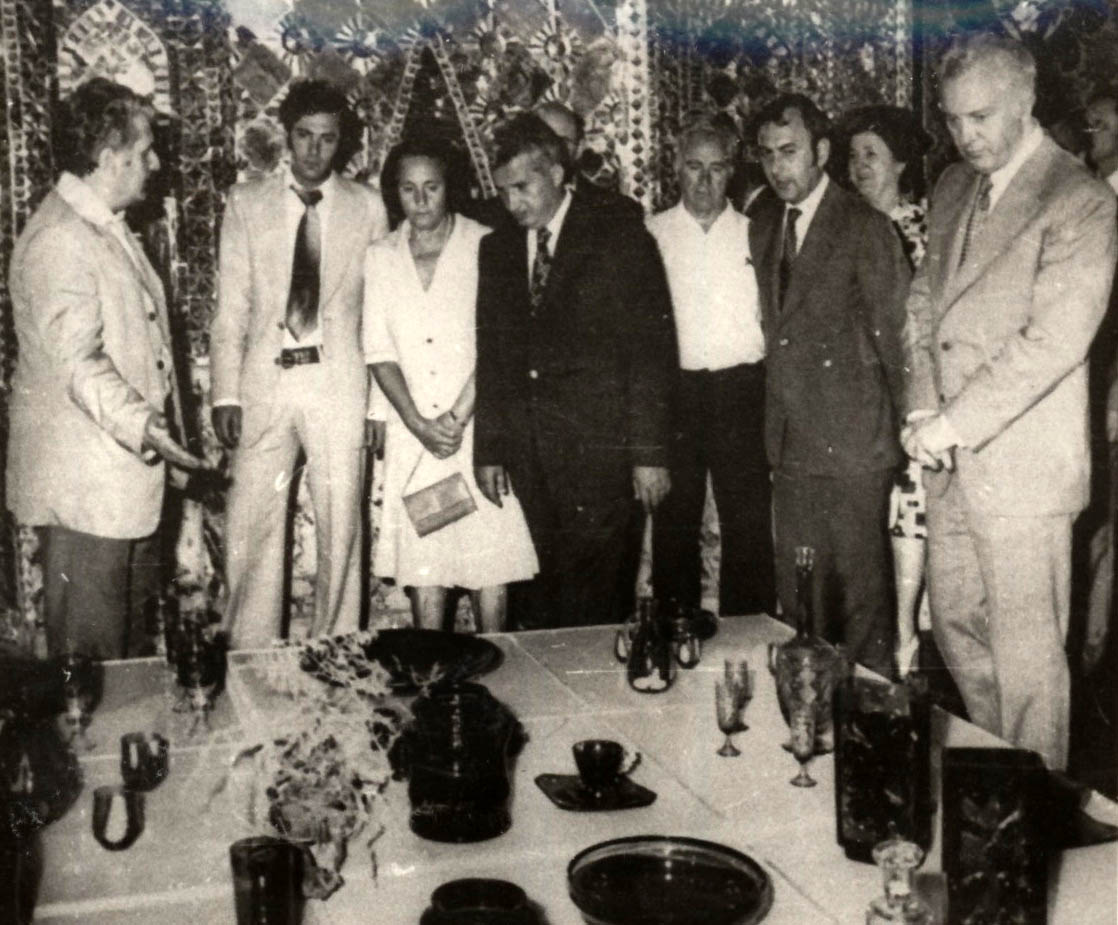

În adolescență Șevardnadze a fost membru în Comsomol, apoi la vârsta de 20 ani a fost primit în Partidul Comunist și a devenit instructor în Comsomol.
Cariera sa de activist de partid a înaintat încet, dar nu a fost lezată de relația sa cu viitoarea lui soție, ziarista Nanuli Țagariașvili, al cărei tată a fost executat ca „dușman al poporului”. El s-a însurat cu ea în anul 1951. 
După ce a învățat la „școala de partid”, în anii 1952-1956 Șevardnadze a fost secretar, apoi secretar adjunct și, în sfârșit prim secretar al Comsomolului din raionul Kutaisi. În 1956, în timpul studiilor sale universitare, el a fost promovat prim secretar adjunct al Comsomolului din întreaga Georgie, iar între 1957-1961 a fost prim secretarul, adică conducătorul acestei organizații oficiale de tineret.În anul 1958 a fost cooptat în Comitetul Central al Partidului Comunist din Georgia.      
În anul 1959 a terminat studii la Colegiul de tehnologie medicală din Tbilisi și, apoi, schimbându-și orientarea profesională, s-a înscris la studii de istorie la Institutul Pedagogic „A.Țulukidze” din Kutaisi. În acelaș an a fost ales membru în Sovietul Suprem al Georgiei sovietice.